# 비아나두카스텔루현
비아나두카스텔루현(포르투갈어: Distrito de  Viana do Castelo 디스트리투 드 비아나 두 카스텔루[*], IPA: [kuˈĩbɾɐ])은 포르투갈 노르트 지방에 위치한 포르투갈의 현이다. 현도는 비아나두카스텔루 시다.

## 자치단체
비아나두카스텔루 현은 10개 자치단체로 이뤄져 있다.
- 아르쿠스드발데베스 (Arcos de Valdevez)
- 카미냐 (Caminha)
- 멜가수 (Melgaço)
- 몬상 (Monção)
- 파레드스드코라 (Paredes de Coura)
- 폰트다바르카 (Ponte da Barca)
- 폰트드리마 (Ponte de Lima)
- 발렌사 (Valença)
- 비아나두카스텔루 (Viana do Castelo)
- 빌라노바드세르베이라 (Vila Nova de Cerveira)